# Aaron Nguimbat
Aaron Nguimbat (* 13. März 1978 in Yaoundé) ist ein ehemaliger kamerunischer Fußballspieler.

## Karriere
Nguimbat begann seine Profikarriere bei Canon Yaoundé. Am 23. April 2000 bestritt er gegen Somalia in der Weltmeisterschaftsqualifikation sein einziges Länderspiel. Mit der U23-Auswahl Kameruns nahm er bei den Olympischen Sommerspielen 2000 in Sydney teil, wo er fünf Spiele absolvierte und mit der Mannschaft Olympiasieger wurde. 2001 wechselte er zum lettischen Klub Skonto Riga, mit dem er 2002, 2003 und 2004 Lettischer Meister wurde und 2002 den Lettischen Pokal gewann. Nach seiner Zeit in Riga kehrte er für ein Jahr in seine Heimat zurück und spielte dort für Unisport Bafang, ehe er noch in Indonesien für den Sriwijaya FC aktiv war.